# Mogera tokudae
Mogera tokudae es una especie de musaraña de la familia Talpidae.

## Distribución geográfica
Es endémica de Japón.